# Mistrovství Evropy MTB
Mistrovství Evropy MTB se koná v několika disciplínách (cross country, downhill, fourcross, marathon)

## Cross country
| Rok  | Místo konání           | Medaile - muži            | Medaile - ženy          |
|      |                        |                           |                         |
| 1989 |                        | Roger Honegger            |                         |
| 1989 | Philippe Perakis       |                           |                         |
| 1989 | Erich Übelhardt        |                           |                         |
|      |                        |                           |                         |
| 1990 | nekonalo se            |                           |                         |
| 1990 | nekonalo se            |                           |                         |
| 1990 | nekonalo se            |                           |                         |
|      |                        |                           |                         |
| 1991 |                        | Erich Übelhardt           |                         |
| 1991 | Mario Noris            |                           |                         |
| 1991 | Thomas Frischknecht    |                           |                         |
|      |                        |                           |                         |
| 1992 |                        | Erich Übelhardt           | Silvia Furst            |
| 1992 | Gerhard Zadrobilek     | Cornelia Sulzer           |                         |
| 1992 | Lorenz Saurer          | Chantal Daucourt          |                         |
|      |                        |                           |                         |
| 1993 |                        | Thomas Frischknecht       | Chantal Daucourt        |
| 1993 | Daniele Bruschi        | Caroline Alexander        |                         |
| 1993 | Peter Hric             | Cornelia Sulzer           |                         |
|      |                        |                           |                         |
| 1994 |                        | Albert Iten               | Paola Pezzo             |
| 1994 | Gary Foord             | Sophie Hosotte-Eglin      |                         |
| 1994 | Benny Heylen           | Maria Paola Turcutto      |                         |
|      |                        |                           |                         |
| 1995 | Špindlerův Mlýn        | Jean-Christophe Savignoni | Caroline Alexander      |
| 1995 | Špindlerův Mlýn        | Luca Bramati              | Silvia Rovira Planas    |
| 1995 | Špindlerův Mlýn        | Christophe Dupouey        | Kateřina Neumannová     |
|      |                        |                           |                         |
| 1996 |                        | Christophe Dupouey        | Paola Pezzo             |
| 1996 | Hubert Pallhuber       | Nadia De Negri            |                         |
| 1996 | Cyrille Bonnand        | Silvia Fürst              |                         |
|      |                        |                           |                         |
| 1997 |                        | Lennie Kristensen         | Chantal Daucourt        |
| 1997 | Luca Bramati           | Alla Epifanova            |                         |
| 1997 | Beat Wabel             | Annabella Stopparo        |                         |
|      |                        |                           |                         |
| 1998 |                        | Christophe Dupouey        | Laurence Leboucher      |
| 1998 | Bas van Dooren         | Gunn-Rita Dahle           |                         |
| 1998 | Thomas Frischknecht    | Margarita Fullana         |                         |
|      |                        |                           |                         |
| 1999 |                        | Miguel Martinez           | Paola Pezzo             |
| 1999 | Grégory Vollet         | Barbara Blatter           |                         |
| 1999 | Roberto Lezaun Zubiria | Margarita Fullana         |                         |
|      |                        |                           |                         |
| 2000 |                        | Filip Meirhaeghe          | Laurence Leboucher      |
| 2000 | Bart Brentjens         | Paola Pezzo               |                         |
| 2000 | Roel Paulissen         | Caroline Alexander        |                         |
|      |                        |                           |                         |
| 2001 | St. Wendel             | Bart Brentjens            | Laurence Leboucher      |
| 2001 | St. Wendel             | José Antonio Hermida      | Sabine Spitzová         |
| 2001 | St. Wendel             | Lado Fumic                | Irina Kalentěva         |
|      |                        |                           |                         |
| 2002 | Curych                 | José Antonio Hermida      | Gunn-Rita Dahle         |
| 2002 | Curych                 | Lado Fumic                | Laurence Leboucher      |
| 2002 | Curych                 | Roel Paulissen            | Sabine Spitzová         |
|      |                        |                           |                         |
| 2003 | Graz                   | Ralph Näf                 | Gunn-Rita Dahle         |
| 2003 | Graz                   | Julien Absalon            | Irina Kalentěva         |
| 2003 | Graz                   | Lado Fumic                | Margarita Fullana       |
|      |                        |                           |                         |
| 2004 | Valbřich               | José Antonio Hermida      | Gunn-Rita Dahle         |
| 2004 | Valbřich               | Lado Fumic                | Maja Włoszczowska       |
| 2004 | Valbřich               | Ralph Näf                 | Sabine Spitzová         |
|      |                        |                           |                         |
| 2005 | Kluisbergen            | Jean-Christophe Peraud    | Gunn-Rita Dahle         |
| 2005 | Kluisbergen            | Julien Absalon            | Maja Włoszczowska       |
| 2005 | Kluisbergen            | Marco Bui                 | Margarita Fullana       |
|      |                        |                           |                         |
| 2006 | Alpago                 | Julien Absalon            | Margarita Fullana       |
| 2006 | Alpago                 | Christoph Sauser          | Gunn-Rita Dahle         |
| 2006 | Alpago                 | Ralph Näf                 | Sabine Spitzová         |
|      |                        |                           |                         |
| 2007 | Kappadokie             | José Antonio Hermida      | Sabine Spitzová         |
| 2007 | Kappadokie             | Julien Absalon            | Irina Kalentěva         |
| 2007 | Kappadokie             | Fredrik Kessiakoff        | Kateřina Nashová        |
|      |                        |                           |                         |
| 2008 | St. Wendel             | Florian Vogel             | Sabine Spitzová         |
| 2008 | St. Wendel             | Christoph Sauser          | Irina Kalentěva         |
| 2008 | St. Wendel             | Jakob Fuglsang            | Gunn-Rita Dahle         |
|      |                        |                           |                         |
| 2009 | Zoetermeer             | Ralph Näf                 | Maja Włoszczowska       |
| 2009 | Zoetermeer             | José Antonio Hermida      | Irina Kalentěva         |
| 2009 | Zoetermeer             | Sven Nijs                 | Sabine Spitzová         |
|      |                        |                           |                         |
| 2010 | Haifa                  | Jaroslav Kulhavý          | Katrin Leumann          |
| 2010 | Haifa                  | Lukas Flückiger           | Maja Włoszczowska       |
| 2010 | Haifa                  | Marco Aurelio Fontana     | Eva Lechner             |
|      |                        |                           |                         |
| 2011 | Dohňany                | Jaroslav Kulhavý          | Gunn Rita Dahle Flesjaa |
| 2011 | Dohňany                | Julien Absalon            | Maja Wloszczowska       |
| 2011 | Dohňany                | Florian Vogel             | Tanja Zakelj            |
|      |                        |                           |                         |
| 2012 | Moskva                 | Moritz Milatz             | Gunn Rita Dahle Flesjaa |
| 2012 | Moskva                 | Sergio Mantecon           | Ester Süss              |
| 2012 | Moskva                 | Ralph Näf                 | Sabine Spitz            |
|      |                        |                           |                         |
| 2013 | [[]]                   | Julien Absalon            | Tanja Žakelj            |
| 2013 | [[]]                   | Nino Schurter             | Eva Lechner             |
| 2013 | [[]]                   | Marco Aurelio Fontana     | Maja Włoszczowska       |
|      |                        |                           |                         |
| 2014 | St. Wendel             | Julien Absalon            | Tanja Žakelj            |
| 2014 | St. Wendel             | Fabian Giger              | Blaža Klemenčič         |
| 2014 | St. Wendel             | Jan Škarnitzl             | Maja Włoszczowska       |